# تیم گررسهایم
تیم گررسهایم (آلمانی: Tim Gerresheim؛ زادهٔ ۲۴ فوریهٔ ۱۹۳۹) شمشیرباز اهل آلمان بود.
وی در مسابقات کشوری و بین‌المللی در مجموع برندهٔ ۱ مدال برنز شده‌است.